# Roatto
Roatto est une commune italienne de la province d'Asti, dans la région Piémont.

## Administration
| Période                                  | Période | Identité       | Étiquette    | Qualité |
| ---------------------------------------- | ------- | -------------- | ------------ | ------- |
| 2006                                     | 2011    | Giuseppe Boero | Lista civica | Maire   |
| 2011                                     |         | Bruno Colombo  | Lista civica | Maire   |
| Les données manquantes sont à compléter. |         |                |              |         |

### Communes limitrophes
Cortazzone, Maretto, Montafia, San Paolo Solbrito, Villafranca d'Asti